# Márcio de Sousa Melo
Le brigadier Márcio de Sousa Melo (Florianópolis, 26 mai 1906 - Rio de Janeiro, 31 janvier 1991) est un militaire et ancien chef d'État du Brésil, associé à Augusto Hamann Rademaker Grünewald et à Aurélio Tavares en septembre et octobre 1969.